# Kabinett Berlusconi IV
Das Kabinett Berlusconi IV regierte Italien vom 8. Mai 2008 bis zum 16. November 2011. Die Regierung wurde von einer Koalition aus Popolo della Libertà (PdL) und Lega Nord (LN) getragen, seit die Regierungsmitglieder von Futuro e Libertà per l’Italia (FLI) und Movimento per le Autonomie (MpA) am 15. November 2010 ihre Ämter niedergelegt hatten.
Ministerpräsident Silvio Berlusconi trat am 12. November 2011 zurück (auch auf Drängen einiger Euro-Staaten wegen mangelnder Sparanstrengungen im Zuge der Staatsschuldenkrise im Euroraum). Sein Nachfolger wurde Mario Monti; Monti bildete das Kabinett Monti ausschließlich aus parteilosen Ministern.
| Amt                                                                      | Minister (Partei) | Vizeminister (Partei)                                                                                           | Staatssekretär (Partei) |
| ------------------------------------------------------------------------ | --- | --- | --- |
| Nicht mehr amtierende Personen sind kursiv gekennzeichnet.               | | | |
| Präsident des Ministerrats                                               | Silvio Berlusconi (PdL – FI) | | Gianni Letta (PdL – FI) Paolo Bonaiuti (PdL – FI), Verlagswesen Carlo Giovanardi (PdL – PL), Familie und Drogenbeauftragter Gianfranco Miccichè (PdL – FI), interministerielle Wirtschaftsplanung Rocco Crimi (PdL – FI), Sport Michela Vittoria Brambilla (PdL – FI), Tourismus bis zum 8. Mai 2009, dann Ministerin Guido Bertolaso (unabhängig), Zivilschutz 21. Mai 2008 bis 11. November 2010 |
| Ministerien                                                              | | | |
| Auswärtige Angelegenheiten                                               | Franco Frattini (PdL – FI) | | Stefania Craxi (PdL – FI) Alfredo Mantica (PdL – AN) Vincenzo Scotti (Noi Sud) |
| Inneres                                                                  | Roberto Maroni (LN) | | Alfredo Mantovano (PdL – AN) Michelino Davico (LN) Nitto Francesco Palma (PdL – FI) bis 27. Juli 2011, dann Justizminister |
| Justiz                                                                   | Angelino Alfano (PdL – FI) bis 27. Juli 2011 Nitto Francesco Palma (PdL – FI) seit 28. Juli 2011                                           | | Maria Elisabetta Alberti Casellati (PdL – FI) Giacomo Caliendo (PdL – unabhängig) |
| Wirtschaft und Finanzen                                                  | Giulio Tremonti (PdL – FI) | Giuseppe Vegas (PdL – FI) 21. Mai 2009 bis 15. Dezember 2010                                                    | Giuseppe Vegas (PdL – FI) bis zum 21. Mai 2009, dann Vizeminister Luigi Casero (PdL – FI) Daniele Molgora (LN) bis zum 20. Mai 2010 Sonia Viale (LN) ab dem 20. Mai 2010 bis zum 5. Mai 2011, dann Staatssekretärin im Innenministerium Nicola Cosentino (PdL – FI) bis zum 14. Juli 2010 Alberto Giorgetti (PdL – AN)                                                                             |
| Wirtschaftliche Entwicklung                                              | Claudio Scajola (PdL – FI) bis zum 4. Mai 2010 Paolo Romani (PdL – FI) ab dem 4. Oktober 2010                                              | Adolfo Urso (FLI) 30. Juni 2009 bis 15. November 2010 Paolo Romani (PdL – FI) 30. Juni 2009 bis 4. Oktober 2010 | Adolfo Urso (PdL – AN) bis zum 30. Juni 2009 Paolo Romani (PdL – FI) bis zum 30. Juni 2009 Ugo Martinat (PdL – AN) bis zum 28. März 2009 (verstorben) Stefano Saglia (PdL – AN) ab dem 30. April 2009 |
| Verteidigung                                                             | Ignazio La Russa (PdL – AN) | | Guido Crosetto (PdL – FI) Giuseppe Cossiga (PdL – FI) |
| Arbeit und Soziales                                                      | Maurizio Sacconi (PdL – FI) | | Pasquale Viespoli (FLI) bis zum 29. September 2010 Ferruccio Fazio (PdL – unabhängig) bis zum 13. Dezember 2009, dann Gesundheitsminister Francesca Martini (LN) bis zum 13. Dezember 2009, dann Gesundheitsministerium Eugenia Roccella (PdL – unabhängig) bis zum 13. Dezember 2009, dann Gesundheitsministerium NN.                                                                             |
| Gesundheit am 13. Dezember 2009 aus dem Arbeitsministerium ausgegliedert | Ferruccio Fazio (PdL – unabhängig) | | Francesca Martini (LN) Eugenia Roccella (PdL – unabhängig) |
| Infrastruktur und Transporte                                             | Altero Matteoli (PdL – AN) | Roberto Castelli (LN) ab dem 21. Mai 2009                                                                       | Roberto Castelli (LN) bis zum 21. Mai 2009 Bartolomeo Giachino (PdL – unabhängig) Mario Mantovani (PdL – FI) Giuseppe Maria Reina (MpA) bis zum 12. November 2010 |
| Bildung und Forschung                                                    | Mariastella Gelmini (PdL – FI) | | Giuseppe Pizza (PdL – DC) Guido Viceconte (PdL – FI) ab dem 4. März 2010 |
| Umwelt, Landschafts- und Meeresschutz                                    | Stefania Prestigiacomo (PdL – FI) | | Roberto Menia (FLI) bis zum 15. November 2010 |
| Land- und Forstwirtschaft                                                | Luca Zaia (LN) bis zum 16. April 2010 Giancarlo Galan (PdL – FI) 16. April 2010 bis 23. März 2011 Saverio Romano (IR) ab dem 23. März 2011 | | Antonio Buonfiglio (FLI) bis zum 15. November 2010 |
| Kultur                                                                   | Sandro Bondi (PdL – FI) bis zum 23. März 2011 Giancarlo Galan (PdL – FI) 1ab dem 23. März 2011                                             | | Francesco Maria Giro (PdL – FI) |
| Minister für außerordentliche Aufgaben                                   | | | |
| Föderalistische Reformen                                                 | Umberto Bossi (LN) | | Aldo Brancher (PdL – FI) bis zum 18. Juni 2010, dann Minister |
| Dezentralisierung 18. Juni 2010 bis 6. Juli 2010                         | Aldo Brancher (PdL – FI) 18. Juni 2010 bis 6. Juli 2010 N.N.                                                                               | | |
| Jugend                                                                   | Giorgia Meloni (PdL – AN) | | |
| Vereinfachung der Rechtsvorschriften                                     | Roberto Calderoli (LN) | | Maurizio Balocchi (LN) bis zum 14. Februar 2010 (verstorben) Francesco Belsito ab dem 22. Februar 2010 |
| Europapolitik                                                            | Andrea Ronchi (FLI) bis zum 15. November 2010 (Vakanz) Anna Maria Bernini (PdL – AN) seit 28. Juli 2011                                    | | |
| Beziehungen zum Parlament                                                | Elio Vito (PdL – FI) | | Laura Ravetto (PdL – FI) ab dem 4. März 2010 |
| Öffentliche Verwaltung und Innovationen                                  | Renato Brunetta (PdL – FI) | | Andrea Augello (PDL – AN) ab dem 4. März 2010 |
| Regionale Angelegenheiten                                                | Raffaele Fitto (PdL – FI) | | |
| Umsetzung des Regierungsprogramms                                        | Gianfranco Rotondi (PdL – DCA) | | Daniela Santanchè (PdL – MpI) ab dem 4. März 2010 |
| Bürgerrechte und Gleichberechtigung                                      | Mara Carfagna (PdL – FI) | | |
| Tourismus seit dem 8. Mai 2009                                           | Michela Vittoria Brambilla (PdL – FI) | | |